# Лисицын-Светланов, Андрей Геннадьевич
Андре́й Генна́дьевич Лиси́цын-Светла́нов (род. 15 октября 1951, Москва) — советский и российский юрист, специалист в области международного частного права и гражданского процесса. Член-корреспондент РАН по Отделению общественных наук (право) с 29 мая 2008 года, действительный член (академик) РАН с 22 декабря 2011 года.

## Биография
В 1973 году окончил юридический факультет МГУ им. М. В. Ломоносова. Аспирант ИГП АН СССР (1973—1976), под руководством профессора М. М. Богуславского защитил кандидатскую диссертацию «Рассмотрение споров в области международного промышленного и научно-технического сотрудничества» (1977). Последовательно занимал должности младшего, старшего научного сотрудника, заведующего сектором, руководителя центра, заместителя директора ИГП.
В 1986—1987 годах учился в Школе права Колумбийского университета и получил степень магистра права (LL.M). Доктор юридических наук (2002, диссертация «Современные тенденции развития международного гражданского процесса»).
С марта 2004 по февраль 2017 года — директор Института государства и права РАН.
Заведующий кафедрой частного и публичного права ГАУГН, профессор. Читает лекционные курсы по международному частному и гражданскому праву в РУДН, МГИМО, МГЮУ и Московской школе экономики МГУ. Входит в состав советов по защите докторских диссертаций.
Председатель редакционного совета журнала «Государство и право» и редколлегии «Трудов ИГП РАН», член редколлегии журнала «Вестник Российской академии наук» (с 2018). Сопредседатель Научного совета РАН по проблемам защиты и развития конкуренции, член бюро Отделения общественных наук РАН, бюро Научно-издательского совета РАН, Совета по работе с иностранными членами РАН и учёными-соотечественниками, проживающими за рубежом; заместитель председателя Комиссии по уставу РАН, также член академических комиссий по интеллектуальной собственности и по нанотехнологиям. Состоял в Совете при Президенте РФ по науке, технологиям и образованию (2008—2012).
Арбитр Международного коммерческого арбитражного суда при ТПП РФ. Избирался арбитром Арбитражного суда Международной торговой палаты (Париж), Постоянного арбитражного суда в Гааге и Арбитражного института Торговой палаты Стокгольма. Неоднократно выступал в качестве эксперта в судах США, Италии, Великобритании. Член Международной академии сравнительного правоведения.
Входит в состав Попечительского совета Центра проблемного анализа и государственно-управленческого проектирования. Член Исполкома Российской ассоциации международного права и Центрального совета АЮР.
Старший партнёр юридической фирмы «ЮСТ» (Московская коллегия адвокатов). Первый в новейшей истории адвокат — действительный член Академии наук.
Входит в состав Общественного совета при Следственном комитете Российской Федерации.

## Научные результаты
Автор свыше 80 научных работ; подготовил 7 кандидатов наук. Первым среди российских исследователей системно раскрыл содержание и механизм взаимодействия различных национальных частноправовых систем, определил значение институтов процессуального права для действия норм международного частного права. Проведённые исследования выявили тенденции развития международного гражданского процесса в России и за рубежом.
Участвовал в разработке ряда альтернативных судебному порядку процедур урегулирования споров в сфере международных частноправовых отношений. Занимается также проблемами интеллектуальной собственности и правового регулирования иностранных инвестиций.

## Основные работы
- «Порядок рассмотрения споров в связи с охраной и передачей прав на изобретения, „ноу-хау“ и товарные знаки» // «Правовые вопросы международного экономического и научно-технического сотрудничества» (1979)
- «Арбитраж при осуществлении промышленного и научно-технического сотрудничества» // «СССР — ФРГ: правовые аспекты внутренних и двусторонних хозяйственных отношений» (1980)
- «Правовые вопросы научно-технической и производственной кооперации» // «СССР — ФРГ: правовые вопросы экономического и научно-технического сотрудничества» (1985)
- «Международная передача технологий: правовое регулирование» (1985, в соавт. с М. М. Богуславским и О. В. Воробьёвой)
- «Законодательство США» // «Законодательство капиталистических государств об экспортно-импортных операциях с социалистическими странами» (1989)
- «Международное частное право: современные проблемы» (тт. 1—2, 1993, совм. с М. М. Богуславским)
- «Правовое регулирование иностранных инвестиций в России» (1995, редактор)
- «Международное частное право: современная практика» (2000, совм. с М. М. Богуславским)
- «Международный гражданский процесс: современные тенденции» (2002)
- «Права человека и современное государственно-правовое развитие» (2007, редактор)
- «Постатейный комментарий к Гражданскому кодексу РФ» (2008, совм. с Т. Е. Абовой, М. М. Богуславским и А. Ю. Кабалкиным)
- «Новые вызовы и международное право» (2010, редактор)
- «Роль права в модернизации экономики России» (2011)

## Награды
Награждён орденом Александра Невского (2023)., орденом Дружбы, орденом Леопольда II (Бельгия) и орденом преподобного Сергия Радонежского.